# Keith Murdoch

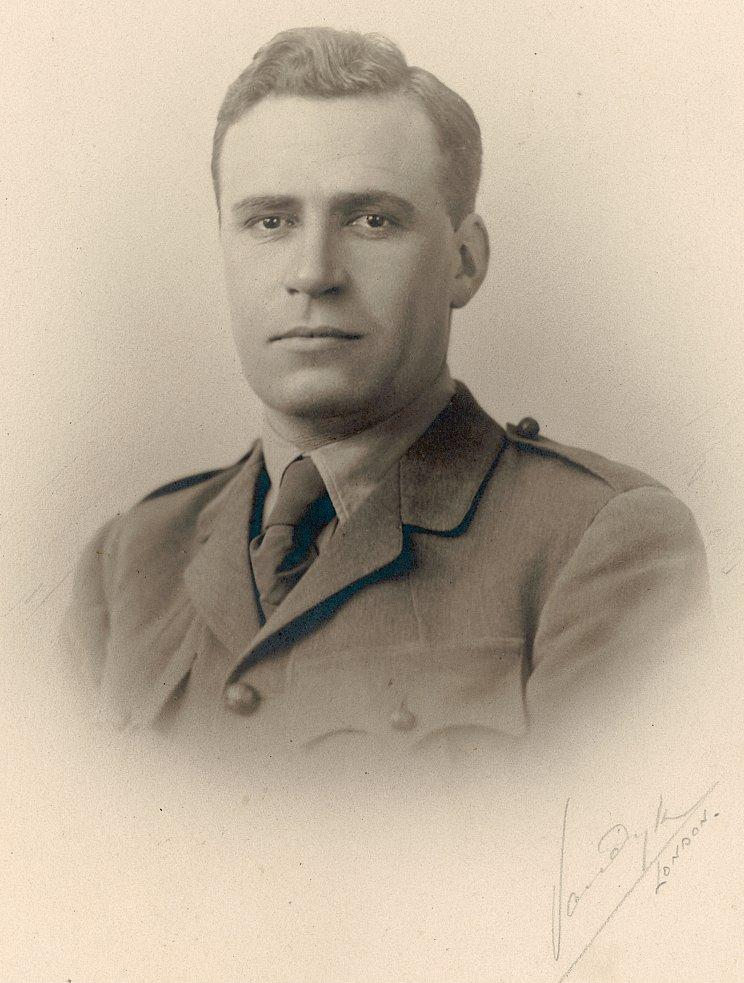
Vermutlich im Ersten Weltkrieg

Sir Keith Arthur Murdoch (* 12. August 1885 in Melbourne; † 4. Oktober 1952 in Langwarrin) war ein australischer Journalist und Unternehmer.

## Leben
Murdoch, ein Sohn des presbyterianischen Theologen Patrick John Murdoch, wurde nach dem Schulabschluss 1903 Lokalreporter bei der Zeitung The Age. Nach zwischenzeitlicher Tätigkeit in London 1908/09 wechselte er 1912 zur Zeitung The Sun in Sydney, wo er 1914 zum Nachrichtenchef aufstieg. Als Kriegsberichterstatter mit Sitz in London besuchte er 1915 das Australian and New Zealand Army Corps (ANZAC) in der Türkei und war mitverantwortlich dafür, dass die Schlacht von Gallipoli zum nationalen Mythos wurde. Nach der Berichterstattung von der Pariser Friedenskonferenz 1919 kehrte er 1920 nach Australien zurück und wurde Chefredakteur der Melbourne Herald. Ab 1926 baute er sein eigenes Zeitungsimperium auf, zu dem unter anderem The Courier-Mail gehörte. Dank seines Einsatzes wurde 1932 die Labour-Regierung abgewählt und Joseph Lyons zum neuen Premierminister. 1933 wurde er zum Ritter (Knight Bachelor) ernannt. 1935 gründete er die Nachrichtenagentur Australian Associated Press.
Murdoch war 1940 Director-General of Information, zuständig für die Pressezensur im gesamten Australien. Seine Funktion wurde teilweise mit der von Joseph Goebbels verglichen.
Aus der 1928 mit Elisabeth Joy Greene geschlossenen Ehe gingen vier Kinder hervor, darunter der Zeitungsbesitzer Rupert Murdoch.